# 原田明夫
原田 明夫（はらだ あきお、1939年11月3日 - 2017年4月6日）は、日本の弁護士。元検事総長。東京府東京市生まれ、兵庫県相生市育ち。

## 来歴・人物
盛岡地方検察庁勤務時に新渡戸稲造の思想にふれ感銘を受け、司法、検察の中枢に身をおきながら、新渡戸研究を続けてきた。則定衛が東京高検検事長を女性問題で辞職したことにより、堀口勝正の代替として名古屋高検検事長から村山弘義がそのイスに座ったが、検事長定年制により、予想より早く原田に東京高検検事長の座が回って来た。そのため、検事総長在任も異例の3年に及んだ。また法務事務次官当時、政党行脚に出て、犯罪捜査のための通信傍受に関する法律の成立に尽力した。

## 略歴
- 兵庫県立龍野高等学校卒業。
- 1963年（昭和38年）東京大学法学部卒。
- 1965年（昭和40年）東京地方検察庁検事任官（17期）。任官同期に石川達紘ら。岡山、福井各地検勤務。
- 1975年（昭和50年）在アメリカ合衆国日本国大使館一等書記官
- 1978年（昭和53年）8月 法務省刑事局参事官、12月 東京地方検察庁検事
- 1981年（昭和56年）法務省刑事局参事官・同局総務課国際犯罪対策室長・法務総合研究所教官
- 1983年（昭和58年）法務省大臣官房司法法制調査部司法法制課長
- 1984年（昭和59年）法務省刑事局公安課長
- 1985年（昭和60年）法務省刑事局刑事課長
- 1986年（昭和61年）法務省刑事局総務課長
- 1988年（昭和63年）法務大臣官房人事課長
- 1992年（平成4年）盛岡地方検察庁検事正
- 1993年（平成5年）最高検察庁検事・法務省大臣官房長
- 1996年（平成8年）最高検察庁検事・法務省刑事局長
- 1998年（平成10年）6月23日 法務事務次官
- 1999年（平成11年）12月22日 東京高等検察庁検事長
- 2001年（平成13年）7月2日 北島敬介の後任として検事総長に就任。
- 2004年（平成16年）6月25日 検事総長退任。後任は松尾邦弘
- 2004年（平成16年）10月 弁護士登録（第一東京弁護士会）。弘中総合法律事務所
- 2005年（平成17年）5月 サマンサタバサジャパンリミテッド社外監査役
- 2005年（平成17年）6月 住友商事、資生堂社外監査役、セイコー社外取締役就任。
- 2005年（平成17年）7月 東京女子大学理事長就任[3]。
- 2006年（平成18年）6月 三菱UFJフィナンシャル・グループ社外取締役就任。
- 2009年（平成21年）10月 日本郵政社外取締役就任。株式会社企業再生支援機構監査役。
- 2009年（平成21年）12月25日 三菱UFJフィナンシャル・グループ社外取締役退任
- 2011年（平成23年）1月 株式会社企業再生支援機構社外取締役・企業再生支援委員会委員
- 2011年（平成23年）6月  宮内庁参与[4]
- 2013年（平成25年）6月 住友商事株式会社社外取締役
- 2013年（平成25年）11月5日 原子力損害賠償支援機構運営委員長[5]
- 2014年（平成26年）3月28日　山崎製パン社外取締役[6]
- 2017年 (平成29年) 4月6日 死去。77歳没。

その他、国際民商事法センター理事長、グルー・バンクロフト基金評議員、社団法人日本倶楽部理事 などを務めている。